# Петровка (Балтский район)
Петро́вка (укр. Петрівка) — село, относится к Балтскому району Одесской области Украины.
Население по переписи 2001 года составляло 52 человека. Почтовый индекс — 66161. Телефонный код — 4866. Занимает площадь 0,86 км². Код КОАТУУ — 5120680805.

## Местный совет
66161, Одесская обл., Балтский р-н, с. Белино